# Ustawa o Manitobie
Ustawa o Manitobie – Manitoba Act – ustawa przyjęta przez Parlament Kanady w 1870 i podpisana przez królową Wiktorię 12 maja 1870. Ustawa o Manitobie powoływała do życie nową prowincję Manitobę utworzoną na tzw. Ziemi Ruperta. Ustawa była aktem bezprecedensowym, gdyż nigdy przedtem nie tworzono prowincji. Także wydarzenia bezpośrednio poprzedzające uchwalenie ustawy – rebelia nad Red River czynią ją wyjątkowym dokumentem.
Ustawa zawiera 36 postanowień. Do najistotniejszych należy 31. – które zapewnia prawo do zajmowanej poprzednio przez Metysów (w ustawie nazywanych half-breed) ziemi. Innym ważnym postanowieniem było zapewnienie dwujęzyczności prowincji jak i finansowania ze środków publicznych szkolnictwa katolickiego.